# جف لین
جف لین (به انگلیسی: Jeff Lynne) خواننده، آهنگساز، تنظیم کننده، نوازنده و تهیه‌کننده ضبط اهل انگلستان است که به خاطر حضور و رهبری در گروه موسیقی «الکتریک لایت ارکسترا» به شهرت رسید. او بعدها عضوی از سوپر گروه ترولینگ ویلبریز شد. اعضای دیگر تشکیل دهنده این گروه باب دیلن، جرج هریسون، روی اوربیسون و تام پتی بودند.